# Fábio Bachega
Fábio Camaron Bachega (San Paolo, 4 luglio 1983) è un ex giocatore di calcio a 5 brasiliano naturalizzato italiano.

## Carriera

### Club
Bachega è un laterale mancino bravo tecnicamente, la cui principale qualità risiede nella duttilità tattica. Approda a 19 anni nel campionato italiano grazie agli scout dell'Augusta, proveniente dal São Paulo dove aveva iniziato a giocare a calcio a 5. L'apice della carriera lo raggiunge durante le sue prime stagioni, vincendo con l'Arzignano uno scudetto e contemporaneamente il Campionato Under-21. Dopo la vittoria della Supercoppa italiana, nella stagione 2004-05 si trasferisce alla Lazio dove rimane per cinque stagioni e mezzo (intervallate da alcune esperienze in prestito al Perugia alla Pro Scicli e al Torrino) fino al dicembre 2009 quando viene ceduto allo Sport Five Putignano in Serie A2. Prosegue la carriera in questa categoria, giocando con Città del Golfo (divenuto l'anno successivo "Castro Frosinone Futsal"), Potenza e, dopo un fugace ritorno in patria con il São Caetano, Fabrizio.

### Nazionale
In possesso della doppia cittadinanza, con la nazionale italiana Bachega ha esordito nel doppio confronto amichevole giocato il 17 e 18 gennaio 2006 contro il Portogallo; l'ottobre seguente è stato incluso dal ct Nuccorini nella lista dei convocati per il Grand Prix de Futsal 2006.

## Palmarès

### Competizioni giovanili
- Campionato italiano Under-21: 1
  - Arzignano: 2003-04

### Competizioni Nazionali
- Campionato italiano: 1
  - Arzignano: 2003-2004
- Supercoppa italiana: 1
  - Arzignano: 2004